# ディーブロック・ユーロップ
ディーブロック・ユーロップ（D-Block Europe）は英国ロンドンのルイシャム出身のヤング・アッズとダートバイクLBが中心となり結成されたヒップ・ホップ・コレクティヴ。海外ではDBEと表記されることも多くある。 　彼らの名前は敬愛する米NYのヒップ・ホップ・グループ The Lox （D-Blockとしても知られている）からインスパイアされている。2014年初頭、レーベルに認められD-Block Europeが誕生した。 彼らは2017年「Large Amounts」を含む多数のシングルを発表し高い注目を集めた。
2018年にイギリスのラッパーYxng Baneと共作したデビュー・ミックステープ『Any Minute Now』を発表し全英アルバムチャート14位にランクイン。2019年２月15日、デビュー・ソロ・ミックステープとなる『Home Alone』をリリース、全英アルバムチャート6位を獲得し、続けて発表されたセカンド・ミックステープ『PTSD』では自己最高位となる全英4位を獲得し、大ブレイクを果たした。2020年10月、デビュー・アルバム『The Blue Print – Us Vs. Them』を発表した。

## ディスコグラフィー

### ミックステープ
| 題名                                                                                  | 詳細 | チャート最高位 | チャート最高位 | 認定           |
| 題名                                                                                  | 詳細 | イギリス       | IRE            |                |
| ------------------------------------------------------------------------------------- | --- | -------------- | -------------- | -------------- |
| エニイ・ミニット・ナウ (with Yxng Bane)                                               | - リリース：2018年7月20日 - レーベル：セルフ・リリース - フォーマット：デジタルダウンロード、ストリーミング  | 14             | —              |                |
| ホーム・アローン                                                                      | - リリース：2019年2月15日 - レーベル：セルフ・リリース - フォーマット：デジタルダウンロード、ストリーミング  | 6              | —              | BPI：シルバー  |
| PTSD                                                                                  | - リリース：2019年9月27日 - レーベル： セルフ・リリース - フォーマット：デジタルダウンロード、ストリーミング | 4              | 54             | BPI ：ゴールド |
| ストリートトラウマ                                                                    | - リリース：2019年12月27日 - レーベル：セルフリリース - フォーマット：デジタルダウンロード、ストリーミング   | 9              | —              |                |
| 「—」は、その地域でチャート化されていない、またはリリースされなかった録音を示します。 | |                |                |                |

### シングル

#### リード・アーティストとしての参加したシングル
| 題名                                                                                  | 年     | チャート最高位 | 認定             | 収録アルバム           |
| 題名                                                                                  | 年     | イギリス       | 認定             | 収録アルバム           |
| ------------------------------------------------------------------------------------- | ------ | -------------- | ---------------- | ---------------------- |
| 「3 グッタ・リミックス パート 2」 (featuring Abra Cadabra & K-Trap)                   | 2017年 | —              |                  |                        |
| 「ラヴ・オブ・ザ・マネー」                                                            | 2017年 | —              |                  |                        |
| 「トラップ・ハウス」 (featuring KB)                                                   | 2017年 | —              |                  |                        |
| 「ファインディング・ユー」 (featuring Don Andre)                                      | 2017年 | —              |                  |                        |
| "ラージ・アマウント"                                                                  | 2017年 | —              |                  |                        |
| "トロフィー" (featuring Not3s)                                                        | 2017年 | —              |                  |                        |
| 「ラージ・アマウント（リミックス）」 (featuring Abra Cadabra)                         | 2017年 | —              |                  |                        |
| 「フェイバリット・ガール」 (featuring Young T & Bugsey)                               | 2017年 | —              |                  |                        |
| 「シャード」                                                                          | 2018年 | —              |                  |                        |
| 「マッツァリーン」                                                                    | 2018年 | —              |                  |                        |
| 「グッチ・メイン」 (with Yxng Bane)                                                   | 2018年 | 49             | BPI：シルバー    | アット・ミニット・ナウ |
| 「ナスティ」 (featuring Lil Pino)                                                     | 2018年 | 35             |                  |                        |
| 「キッチン・キングス」                                                                | 2019年 | 16             | - BPI ：ゴールド | ホーム・アローン       |
| 「ホーム・プッシー」                                                                  | 2019年 | 20             | BPI：ゴールド    | PTSD                   |
| 「ヌーキー」 (featuring Lil Baby)                                                     | 2019年 | 16             |                  | PTSD                   |
| "プレイング・フォー・キープス" (featuring Dave)                                       | 2019年 | 21             |                  | PTSD                   |
| 「ノー・セリューラー・サイト」                                                        | 2019年 | 29             |                  | ストリート・トラウマ   |
| 「マドウ・ライク」                                                                    | 2020年 | —              |                  |                        |
| 「フリー22」                                                                          | 2020年 | 31             |                  |                        |
| "プレイン・ジェーン"                                                                  | 2020年 | 30             |                  |                        |
| "ウィ・ウォン"                                                                        | 2020年 | 31             |                  |                        |
| 「—」は、その地域でチャート化されていない、またはリリースされなかった録音を示します。 |        |                |                  |                        |

### その他のチャート
| タイトル                   | 年     | チャート最高位 | アルバム             |
| タイトル                   | 年     | イギリス       | アルバム             |
| -------------------------- | ------ | -------------- | -------------------- |
| ランニング・マン           | 2019年 | 70             | ホーム・アローン     |
| ケトル・ポアリング         | 2019年 | 62             | ホーム・アローン     |
| アウトサイド               | 2019年 | 42             | PTSD                 |
| ダーリン                   | 2019年 | 94             | PTSD                 |
| ノー・セリューラー・サイト | 2020年 | 29             | ストリート・トラウマ |
| クリープ                   | 2020年 | 53             | ストリート・トラウマ |
| モリ―・ワールド            | 2020年 | 63             | ストリート・トラウマ |